# الريامة (السبرة)

تعديل مصدري - تعديل

الريامة هي إحدى قرى عزلة بلادالشعيبي العليا بمديرية السبرة التابعة لمحافظة إب، بلغ تعداد سكانها 638 نسمة حسب تعداد اليمن لعام 2004.